# Hillary Clinton

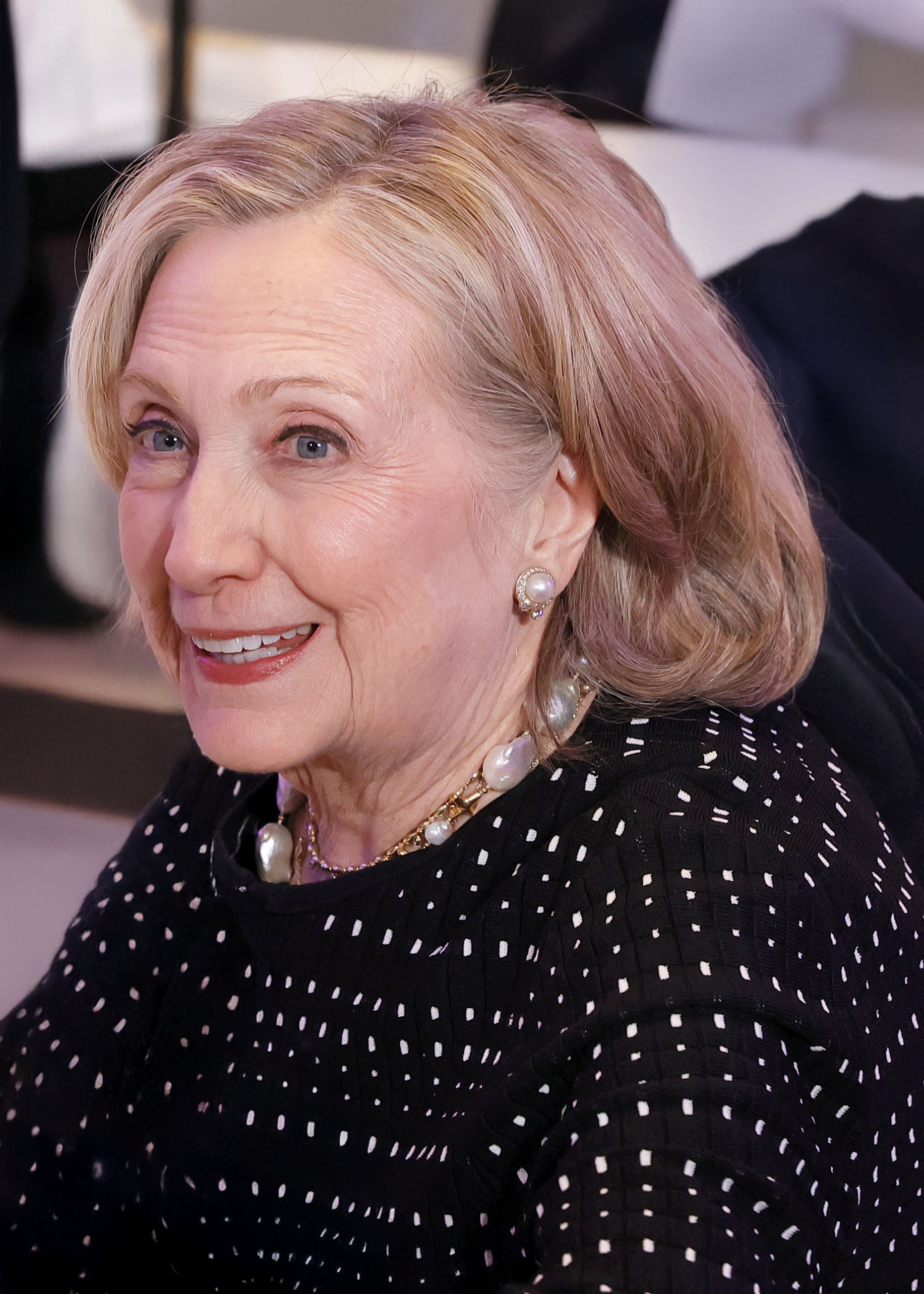
Hillary Clinton in Berlin im März 2025

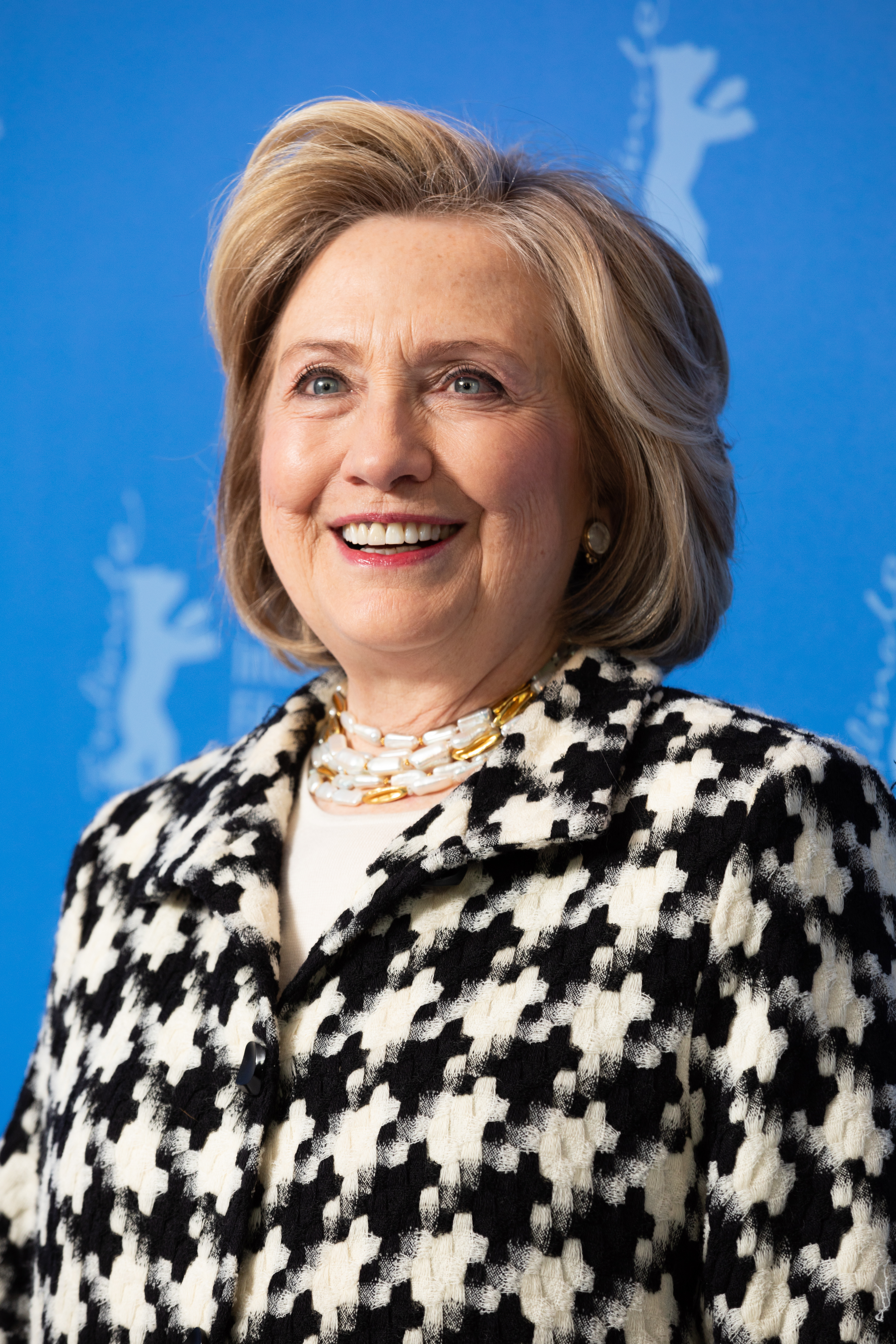
Hillary Clinton (2020)

Hillary Diane Rodham Clinton [ˈhɪləri daɪˈæn ˈrɒdəm ˈklɪntən] (* 26. Oktober 1947 in Chicago, Illinois, als Hillary Diane Rodham) ist eine US-amerikanische Politikerin der Demokratischen Partei und Autorin. Als Ehefrau von Bill Clinton, mit dem sie seit 1975 verheiratet ist, war sie von 1993 bis 2001 First Lady der Vereinigten Staaten. Im November 2000 wurde sie in den Senat gewählt, dem sie von 2001 bis 2009 für den Bundesstaat New York angehörte. Im Anschluss war Clinton bis 2013 Außenministerin der Vereinigten Staaten in der Regierung von Präsident Barack Obama. Zuvor hatte Obama sie in der parteiinternen Vorwahl um die Präsidentschaftskandidatur 2008 besiegt.
Zur Präsidentschaftswahl im November 2016 trat mit Hillary Clinton erstmals eine Frau für eine der beiden großen Parteien an. Trotz Vorsprungs der abgegebenen Stimmen unterlag sie jedoch im Electoral College (Wahlmännerkollegium)  dem republikanischen Kandidaten Donald Trump.

## Familie, Ausbildung und Beruf

### Kindheit und Jugend
Hillary Diane Rodham wurde im Edgewater Hospital in Chicago als Tochter des Eigentümers der mittelständischen Textildruckerei Rodrik Fabrics, Hugh Ellsworth Rodham (1911–1993), und dessen Frau Dorothy Emma Howell (1919–2011) geboren. Sie wuchs in Park Ridge im Bundesstaat Illinois mit ihren beiden Brüdern Tony und Hugh in einer methodistisch orientierten Familie auf. Ihr Vater, ein überzeugter Republikaner, vertrat die Meinung, dass sich die Fähigkeiten seiner Tochter nicht auf ihre Geschlechterrolle beschränken sollten. Auch ihre demokratische Mutter wünschte Hillary eine unabhängige berufliche Karriere.

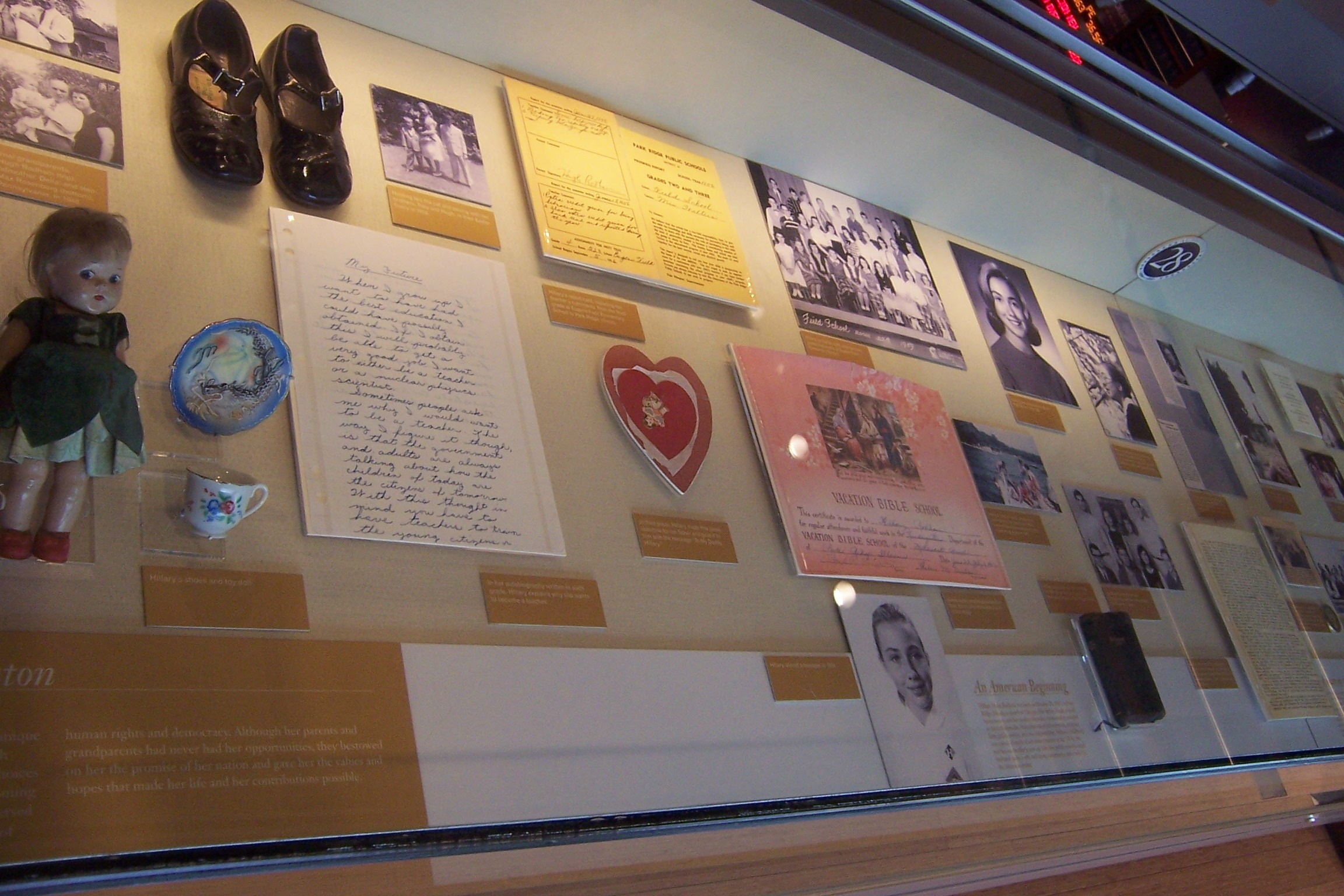
Eine Ausstellung in Little Rock (Arkansas) gibt Einblick in Clintons frühe Jahre.

In ihrer Jugendzeit waren Hillary Rodham und ihre Familie aktive Mitglieder in der evangelisch-methodistischen Kirche, der First United Methodist Church. Der Jugendpfarrer der Gemeinde, Don Jones (1931–2009), prägte ihre Kindheit nachhaltig und nahm sie zu einer Rede des amerikanischen Bürgerrechtlers Martin Luther King mit. Auch als Erwachsene ist Clinton bekennendes Mitglied der United Methodist Church. Die Religionsjournalisten Kathryn Joyce und Jeff Sharlet berichteten 2007, Clinton habe in Washington an konservativen Gebetszirkeln mit Verbindung zur Geheimgruppe The Fellowship teilgenommen und sich kritisch gegenüber dem Einfluss des Social Gospel in ihrer Kirche geäußert. Nach der Eugene Field Elementary School besuchte sie von 1961 bis 1964 die Maine Township High School East, wo sie unter anderem in der Schülervertretung und in der Schülerzeitung tätig war und für die National Honor Society nominiert wurde.
Sie begann im Alter von 10 Jahren mit Ballett, spielte in einem Softballteam und nahm mit bescheidenem Erfolg Klavierunterricht. Zudem half sie in einem Tagesheim aus, war Babysitterin und unterrichtete in ihrem letzten High-School-Jahr als senior leader, eine Art Hilfslehrerin.
Später war sie ein junges Goldwater Girl, Wahlhelferin des erzkonservativen Republikaners Barry Goldwater, der 1964 vergeblich für die Präsidentschaft kandidierte. John F. Kennedys Ermordung am 22. November 1963 soll ihren Wunsch geweckt haben, Rechtswissenschaft zu studieren. Dass ihr als Frau die Teilnahme an einem Astronautentraining verweigert wurde, begründete laut ihren Memoiren ihr späteres Engagement gegen Frauendiskriminierung.

### Wellesley College (1965–1969)
1965 schrieb sie sich am Wellesley College, einem der sogenannten Seven Sisters, ein, wo sie Politikwissenschaft mit dem Nebenfach Psychologie studierte. Auf Empfehlung der Politikdozentin Karin Fahlstrom, einer Absolventin des Smith College, und Janet Altmans, einer Absolventin des Wellesley College, soll sie dieses College gewählt haben.

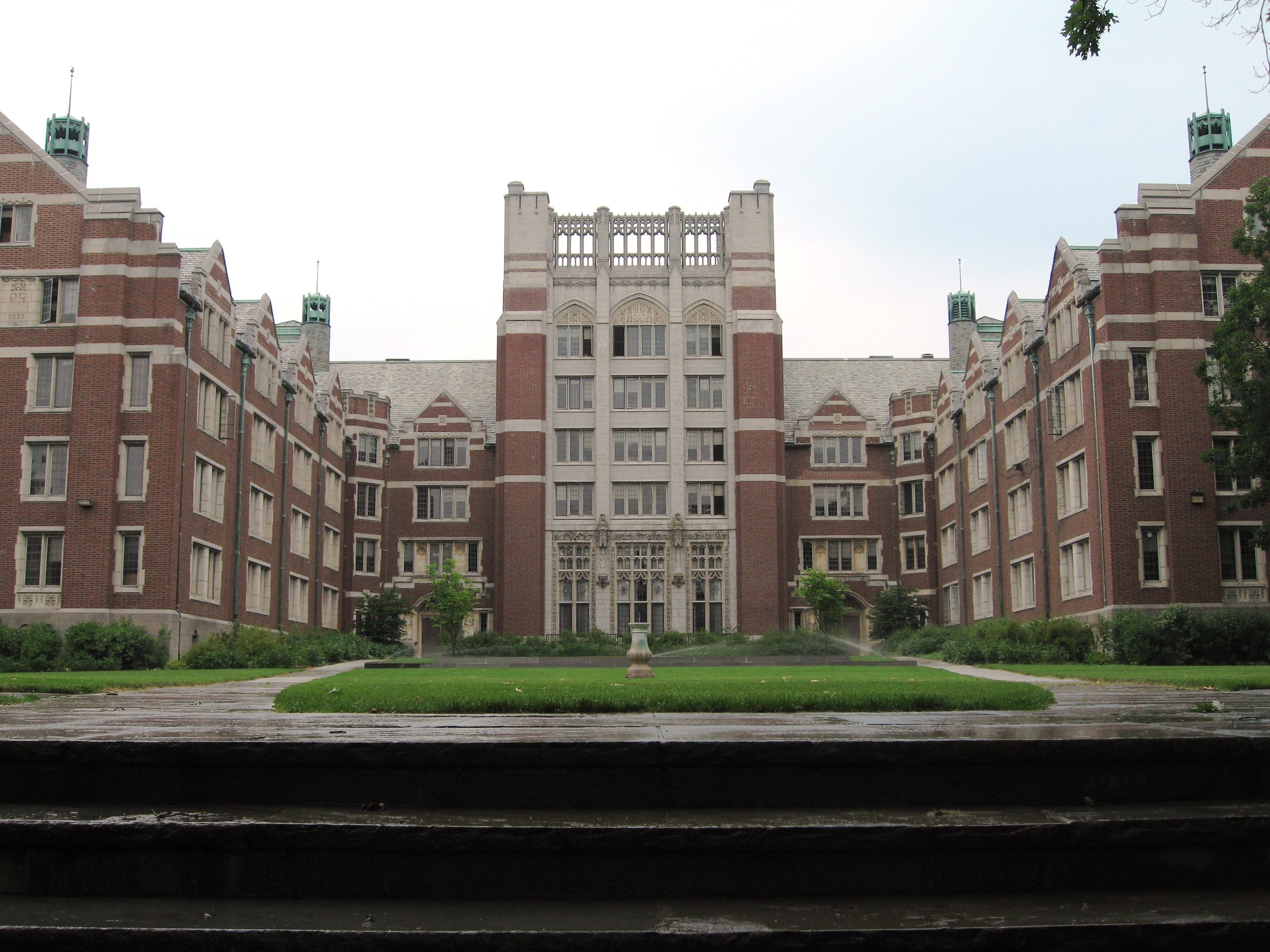
Das Wellesley College

Sie wurde zur Präsidentin der Jungen Republikaner gewählt, legte ihr Amt aber schon bald wegen Zweifeln an deren Haltung zum Vietnamkrieg nieder. In einem Brief an ihren damaligen Mentor, den Jugendpfarrer Don Jones, fragte die 18-jährige Rodham, ob es möglich sei, „dem Verstand nach konservativ, aber im Herzen linksliberal“ zu sein („can one be a mind conservative and a heart liberal?“) – eine Kombination, die nach Ansicht ihres Biographen Carl Bernstein auch die Haltung der späteren Politikerin treffend beschreibt.
Die Tet-Offensive in Südvietnam, der Rückzug von Lyndon B. Johnson aus der Präsidentschaftswahl und die Ermordung Robert Kennedys ließen sie zu einer aktiven Befürworterin der Anti-Kriegs-Kampagne von Eugene McCarthy werden. Im April 1968 wurde sie zur Präsidentin der Sorority für das folgende Jahr gewählt. Clinton bewarb sich für das Wellesley Internship Program in Washington, D.C. Studenten konnten in Behörden und Kongressbüros ein Praktikum absolvieren. Sie bekam von Alan Schechter, Professor in Politikwissenschaft, einen Platz bei der republikanischen Kongressfraktion zugewiesen. Clinton widersetzte sich vergeblich und meldete sich bei der Gruppe von Gerald Ford. Gegen Ende ihres Praktikums bat der Kongressabgeordnete Charles Goodell sie und vier weitere Praktikanten, ihn zum Parteikonvent der Republikaner 1968 in Miami zu begleiten, um Gouverneur Nelson Rockefeller bei der Nominierung der Präsidentschaftskandidatur zu unterstützen. Dort nahm sie in der Rockefeller-for-President-Suite des Fontainebleau Miami Beach Anrufe entgegen und übermittelte Botschaften zwischen den Stabsbüros. Rockefeller verlor die Wahl im Konvent, statt seiner wurde Richard Nixon nominiert.
In ihrem letzten Jahr in Wellesley schrieb sie eine 92 Seiten lange Bachelorarbeit über den amerikanischen Bürgerrechtler Saul David Alinsky, mit dem Titel: „There Is Only the Fight…“: An Analysis of the Alinsky Model. Clinton beschrieb Alinsky als eine „überzeugende Persönlichkeit“ mit einem „außergewöhnlichen Charme“.
1969 erlangte sie in Politikwissenschaften den Bachelor of Art mit Auszeichnung.
Am 31. Mai 1969 hielt Clinton beim Abschlussfest in Wellesley eine Festrede. Sie handelte von Integrität, Respekt und dem Vertrauen der Menschen untereinander. Das führte zu einem Fernsehinterview in einem örtlichen Sender in Chicago und einem Artikel über sie im Life Magazine. Im folgenden Sommerurlaub fuhr sie nach Alaska, wo sie im Denali-Nationalpark Teller wusch und eine befristete Anstellung in einer Lachsfabrik in Valdez hatte.

### Yale Law School (1969–1973)

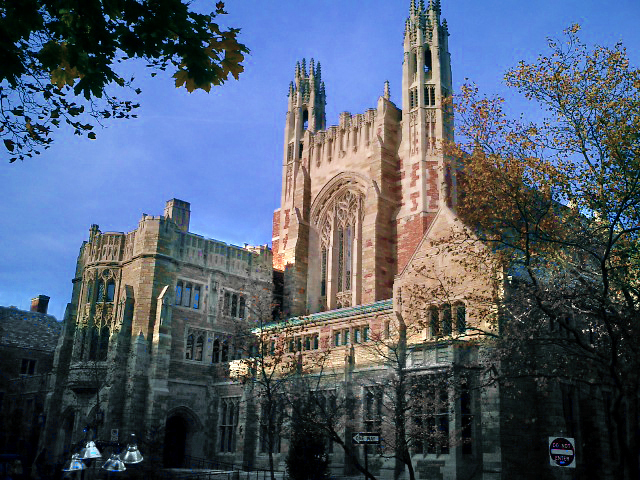
Die Yale Law School

Hillary Clinton schrieb sich im Herbst 1969 an der Yale Law School in New Haven ein, um Rechtswissenschaft zu studieren, und wurde sogleich Mitglied der Redaktion des Yale Review of Law and Social Action. Hier machte sie den Schutz der Interessen von Kindern und Familien zu ihrem Anliegen und verband dabei soziales Engagement mit ihrer juristischen Karriere. Während ihres zweiten Jahres an der juristischen Fakultät wurde sie ehrenamtliche Mitarbeiterin des Yale Child Study Center, um mehr über die frühkindliche Entwicklung des Gehirns zu lernen. Sie nahm sich auch Fällen von Kindesmissbrauch im Yale–New Haven Hospital an.
1970 erhielt sie ein Stipendium und begann im Frühjahr desselben Jahres ihre Arbeit an dem von der amerikanischen Aktivistin für Kinderrechte und Kinderschutz Marian Wright Edelman ins Leben gerufenen Washington Research Project. Clinton gehörte im Sommer 1971 dem Unterausschuss für Arbeitsmigration unter dem Vorsitz von Walter Mondale an. Dort untersuchte sie die Probleme von Wanderarbeitern im Wohnungsbau, Hygiene, Gesundheit und Bildung. Hierzu befragte sie Arbeiter und deren Angehörige, um beurteilen zu können, unter welch großen Entbehrungen deren Kinder leiden müssen.
Die demokratische Politikberaterin Anne Wexler sowie einige andere Studenten der Yale Law School überzeugten sie davon, noch im selben Jahr bei der Senatswahl-Kampagne für den Lobbyisten Joseph Daniel Duffey mitzuarbeiten. Diese Arbeit bezeichnete Hillary Rodham Clinton später als ihren ersten Job in der Politik.
Im Frühjahr 1971 traf sie erstmals ihren späteren Mann Bill Clinton, ebenfalls Student der Yale Law School. Obwohl dieser ursprünglich nach Arkansas reisen wollte, um sich um ein öffentliches Amt zu bewerben, ging er im Sommer zusammen mit Hillary nach Oakland in Kalifornien. Dort arbeitete sie in einer kleinen Anwaltskanzlei (Treuhaft, Walker and Burnstein) und verbrachte dort ihre Zeit mit dem Verfassen von Anträgen und Schriftsätzen für Mel Burnstein, während Bill Clinton die Wahlkampagne von Senator George McGovern in den Südstaaten leitete. Im Sommer desselben Jahres kehrten sie als Paar nach New Haven zurück und mieteten sich im Erdgeschoss eines Hauses in der Edgewood Avenue ein. Mit dem akademischen Grad eines Juris Doctor beendete sie ihr Jurastudium. Sie blieb ein weiteres Jahr, um mit Bill zusammen zu sein, der ihr in jener Zeit einige Heiratsanträge gemacht haben soll, die sie allesamt zurückgewiesen habe. Geheiratet haben die beiden am 11. Oktober 1975.
Schließlich entschied sie sich für ein postgraduales Studium im Yale Child Study Center; ihr erster Aufsatz, Children Under the Law, wurde im Winter 1973 im Harvard Educational Review publiziert. Dort beschreibt sie den wechselnden Status von Kindern und fasst die damaligen Entscheidungen des Obersten Gerichtshofes der Vereinigten Staaten zusammen. Der Artikel wird heute noch häufig als maßgebliche Quelle zu Kinderrechten zitiert.

### Berufliche Laufbahn und First Lady von Arkansas
Hillary Clinton war Rechtsanwältin in der renommierten Anwaltskanzlei Rose in Little Rock und als Professorin an der Law School der University of Arkansas in Fayetteville tätig. Erste Erfahrungen mit dem Politikgeschäft in Washington sammelte sie, als sie 1974 Rechtsberaterin für den Justizausschuss des amerikanischen Repräsentantenhauses war. Ihre Aufgabe bestand darin, zusammen mit ihren Kollegen Beweise zusammenzustellen, auf deren Basis ein Amtsenthebungsverfahren gegen Präsident Richard Nixon aufgrund der Watergate-Affäre eingeleitet werden konnte.

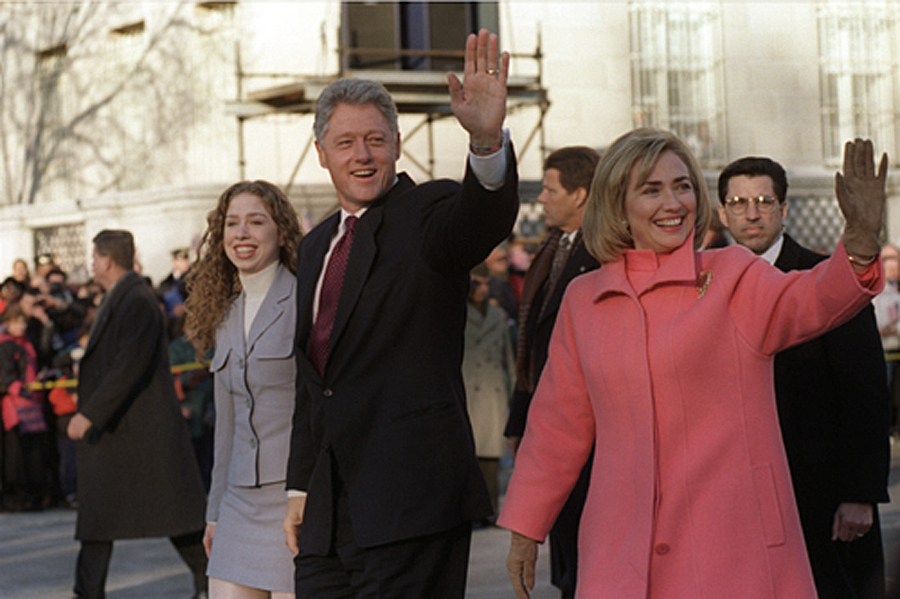
Bill Clinton mit Familie 1997 bei seiner zweiten Amtseinführung als US-Präsident

Als ihr Mann 1978 zum Gouverneur von Arkansas gewählt worden war, legte Hillary ihr Lehramt als Juraprofessorin nieder. Am 27. Februar 1980 kam ihre Tochter Chelsea Victoria Clinton zur Welt.
Als ihr Mann Bill Clinton von 1979 bis 1981 und von 1983 bis 1992 Gouverneur von Arkansas war, übernahm sie die Rolle der First Lady. Von 1986 bis 1992 gehörte sie dem Aufsichtsrat der Supermarkt-Kette Wal-Mart an, was in ihrem offiziellen Lebenslauf nicht erwähnt wird.

### First Lady der USA

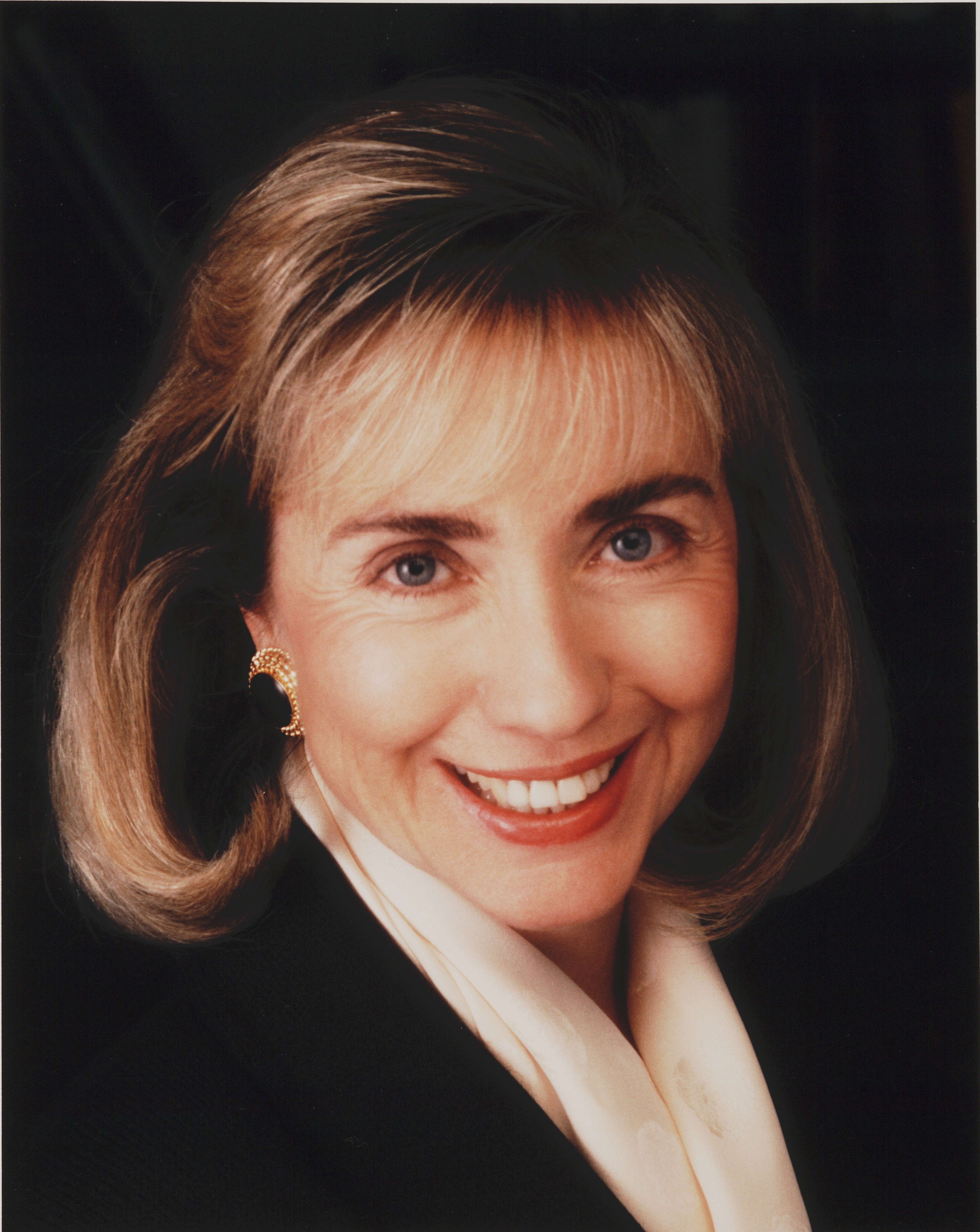
Hillary Clinton (1992)

Nach der Wahl ihres Mannes Bill Clinton zum Präsidenten der USA zog die Familie im Januar 1993 ins Weiße Haus ein.
Hillary Clinton wäre gerne Justizministerin geworden; seit 1967 darf aber kein Regierungsbeamter in Washington ein Familienmitglied als unmittelbar Untergebenen beschäftigen – auch nicht der Präsident.
Noch im selben Jahr übernahm sie den Vorsitz der Task Force of National Health Care Reform, um im Auftrag der Regierung eine Reform des Gesundheitssystems in die Wege zu leiten. Die ausgearbeiteten Vorschläge der Task Force wurden jedoch abgelehnt. Allerdings hatte sie maßgeblich dazu beigetragen, dass 1997 ein staatliches Gesundheitsprogramm für Kinder nichtversicherter Eltern, das „State Children’s Health Insurance Program“ (CHIP), eingeführt wurde. CHIP verbesserte die Situation von 6,6 Millionen Kindern der so genannten „working poor“, der Armen trotz Job.
Hillary Rodham Clinton setzte sich auch für die weltweite Achtung der Frauen- und Menschenrechte ein. Außerdem engagiert sie sich im Kinderschutz. 1996 hielt sie vor der General Conference der United Methodist Church eine vielbeachtete Rede zu diesem Thema.
In der zweiten Amtsperiode ihres Mannes dominierte in den Medien die Lewinsky-Affäre, eine außereheliche Beziehung Bill Clintons zu seiner Praktikantin, die in ein (gescheitertes) Amtsenthebungsverfahren gegen ihn mündete. Hillary Clinton äußerte sich erst später öffentlich dazu, in ihrer Autobiographie Gelebte Geschichte. Diese erschien im Jahr 2003 kurz vor der Autobiographie ihres Mannes und wurde mit weltweit über 3,2 Millionen verkauften Exemplaren zu einem Bestseller. Im Jahr 2022 erklärte sie rückblickend, dass sie nicht bereue, in der Ehe geblieben zu sein, es „das Mutigste war“ sowie eine „echte Herausforderung und unfassbar hart“.

## Politische Laufbahn

### Senatorin für New York
Im November 2000 kandidierte sie als Senatorin für den Bundesstaat New York, nachdem der demokratische Mandatsinhaber Daniel Patrick Moynihan seinen Rückzug angekündigt hatte. Zuerst schien es auf eine Wahl zwischen Clinton und Rudy Giuliani, dem beliebten republikanischen Bürgermeister von New York City, hinauszulaufen. Als dieser aufgrund einer Krebserkrankung nicht kandidierte, stellten die Republikaner mit Rick Lazio ein Mitglied des Repräsentantenhauses auf. Clinton gewann die Wahl mit 55 zu 43 Prozent. Am 3. Januar 2001 wurde sie als Senatorin von Vizepräsident Al Gore in seiner Rolle als Senatspräsident im Beisein ihres Mannes vereidigt. Dessen Amtszeit als Präsident endete 17 Tage später mit dem Amtsantritt von George W. Bush am 20. Januar 2001.
Bei der Senatswahl am 7. November 2006 wurde sie mit 67 Prozent der Stimmen bestätigt. Der republikanische Gegenkandidat John Spencer kam lediglich auf 31 Prozent. Im Senat saß sie unter anderem im Ausschuss für Streitkräfte.

### Präsidentschaftskampagne 2008
Am 20. Januar 2007 erklärte Hillary Clinton, sie wolle in der Präsidentschaftswahl 2008 für die Demokraten antreten. Sie wäre die erste Frau im Amt des US-Präsidenten geworden. Vor den ersten Vorwahlen der Partei galt Clinton noch vor Barack Obama und John Edwards als aussichtsreichste Kandidatin der Demokraten. Mit rund hundert Millionen US-Dollar sammelte sie im Jahr 2007 neben Barack Obama am meisten Spendengeld. Trotz ihrer Vorwahl-Siege in 21 Bundesstaaten, darunter Kalifornien und Florida, gelang es Clinton nicht, sich die Mehrheit der Delegierten der Demokraten zu sichern. Diese wählten Barack Obama zu ihrem Kandidaten, der sich bei der Präsidentschaftswahl im November gegen den Republikaner John McCain durchsetzen konnte.

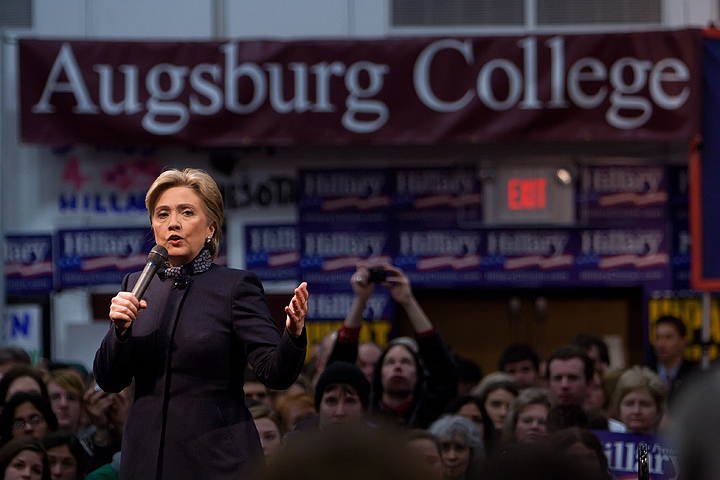
Wahlkampfveranstaltung von Clinton im Februar 2008

Innerparteiliche Gegner warfen ihr im Wahlkampf zu konservative Positionen und ihre anfängliche Unterstützung des Irakkrieges vor. Nachdem sie in einem Interview die Bedeutung von Präsident Lyndon B. Johnson bei der Abschaffung der Rassentrennung gegenüber der Bedeutung von Martin Luther King hervorgehoben hatte, wurde sie dafür aus der eigenen Partei sowie von schwarzen Amerikanern kritisiert. Die Kritiker sahen darin eine Unterstellung, dass nur ein weißer Präsident in der Lage gewesen sei, diese Verordnungen zu erlassen. Ein weiterer Kritikpunkt war die Nichtveröffentlichung ihrer Steuererklärung, was Clinton am 4. April 2008 nachholte. Gemeinsam mit ihrem Mann Bill hatte Hillary Clinton 109 Millionen US-Dollar nach ihrem Auszug aus dem Weißen Haus verdient. Insgesamt hätten sie rund 10 Millionen US-Dollar gespendet und über 33,8 Millionen US-Dollar an Steuern bezahlt. Den Großteil steuerte jedoch ihr Ehemann Bill Clinton bei. Während des Wahlkampfes 2008 drohte Hillary Clinton dem Iran mit „Auslöschung“, falls dieser Atomwaffen gegen Israel einsetze. Ebenfalls zu Kontroversen führte ihre falsche Aussage im Wahlkampf, sie sei 1996 während eines Besuches in Tuzla in das Feuer von Scharfschützen geraten.

### Außenministerin im Kabinett Obama

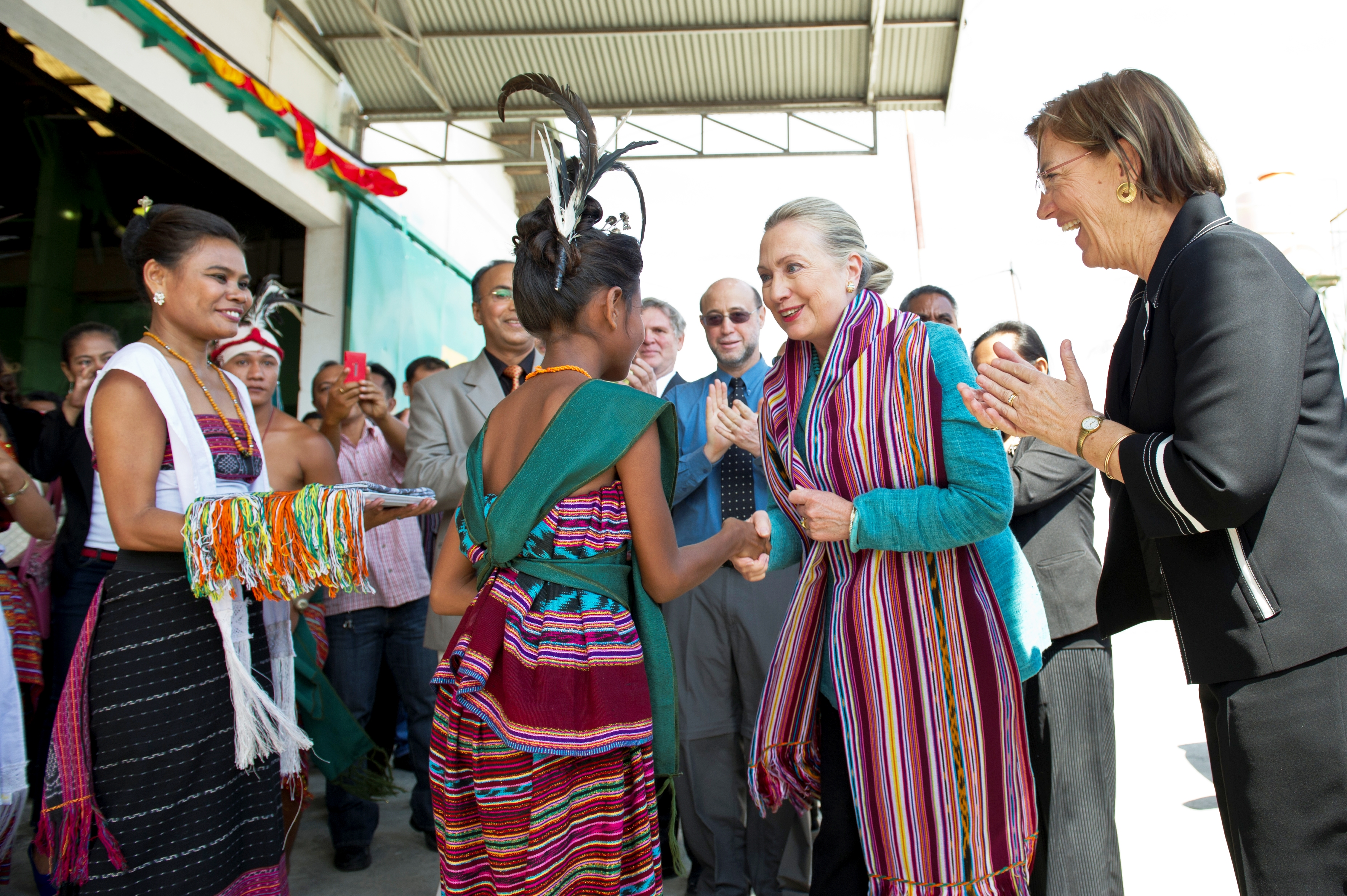
Außenministerin Clinton beim Besuch in Osttimor 2012

Am 1. Dezember 2008 gab das Team des zukünftigen US-Präsidenten Barack Obama bekannt, dass Clinton in seinem Kabinett Außenministerin werde. Am 21. Januar 2009 bestätigte der Senat Clintons Nominierung mit 94 zu 2 Stimmen. Noch am selben Tag legte sie ihren Amtseid ab und ihren Senatssitz nieder. Der damalige Gouverneur von New York, David Paterson, ernannte Kirsten Gillibrand zu ihrer Nachfolgerin im Senat. In ihrer Zeit als Außenministerin besuchte Clinton 112 Länder, so viele wie kein anderer Amtsinhaber vor ihr. Auch galt sie zum Ende ihrer Amtszeit als beliebteste Politikerin in den USA und belegte in den Jahren 2011 und 2012 jeweils hinter der deutschen Bundeskanzlerin Angela Merkel Platz 2 der World’s 100 Most Powerful Women des Forbes Magazine.
Kurz vor Ende ihrer Amtszeit war sie von Anfang Dezember 2012 bis Anfang Januar 2013 vier Wochen erkrankt. Bei ihrer Abschlussrede gestand sie Fehler im Bürgerkrieg in Libyen ein, und sie übernahm die Verantwortung bei dem Botschaftsangriff in Bengasi. Clinton hatte außerdem, wie nach ihrem Ausscheiden aus dem Amt bekannt wurde, syrische Rebellen im dortigen Bürgerkrieg bewaffnen wollen.

### Rückkehr ins Privatleben (2013 bis 2015)

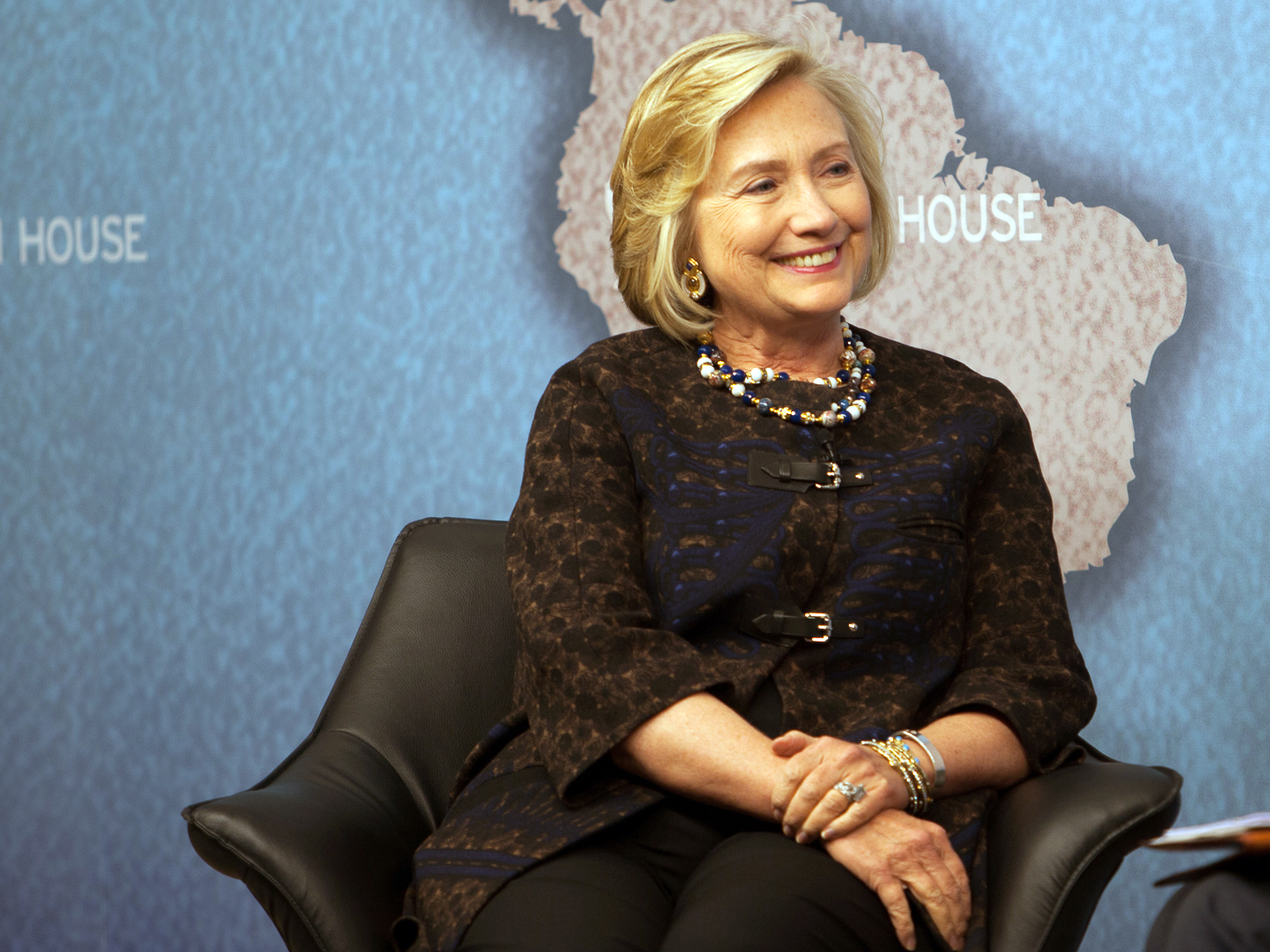
Clinton im Oktober 2013

Clinton kündigte bereits im März 2011 an, dass sie sich nach einer Wiederwahl Obamas von dem Amt als Außenministerin zurückziehen werde. Ihr Amt übernahm am 1. Februar 2013 John Kerry. Sie wolle sich für die Bürgerrechte und vor allem für Kinder und Frauen engagieren und dementierte zunächst Mutmaßungen, sie plane eine Präsidentschaftskandidatur im Jahr 2016. Seit 2013 engagiert sie sich für die Clinton Foundation.
2014 kritisierte Clinton Präsident Obamas Syrien-Politik. Unter anderem warf sie ihm vor, die gemäßigten Rebellen nicht genügend unterstützt zu haben, was den Dschihadisten Raum für ihren Vormarsch gegeben habe.

### Präsidentschaftswahlen 2016

#### Kandidatur bei den Vorwahlen der Demokratischen Partei

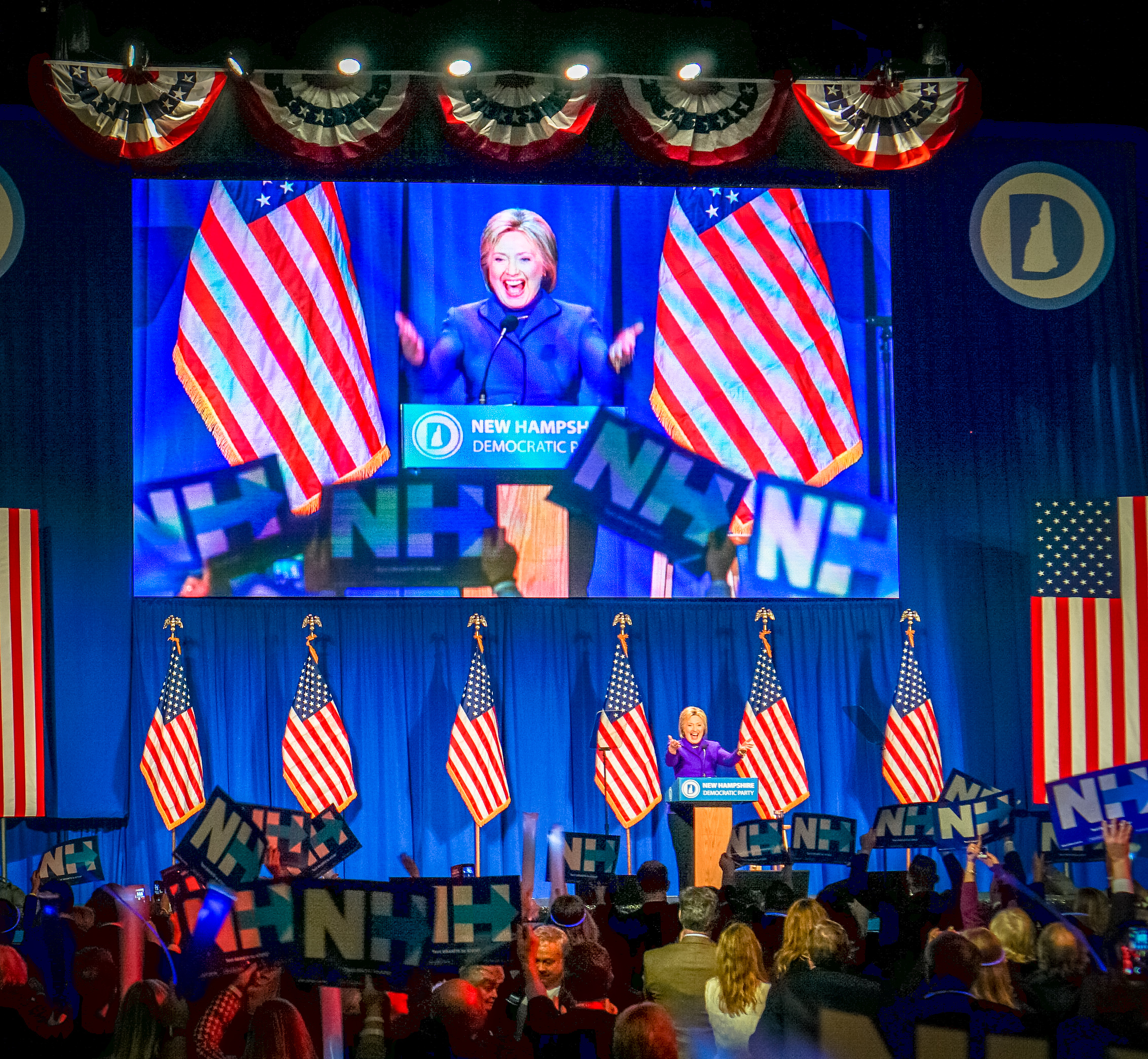
Clinton im Februar 2016

Am 12. April 2015 gab Clinton bekannt, sich nach 2008 ein zweites Mal um die demokratische Kandidatur bei der im November 2016 anstehenden Präsidentschaftswahl zu bewerben. Ihr Team führten als Leiter John Podesta und als Wahlkampfmanager Robby Mook an; an dritter Stelle stand in herausgehobener Position Clintons enge Vertraute Huma Abedin als stellvertretende Leiterin. Bereits vor der Bekanntgabe ihrer Kandidatur, die weltweit ein großes Medienecho fand, war über eine Kandidatur Clintons spekuliert worden. 2014 war eine inoffizielle Kampagne mit dem Titel Ready for Hillary („bereit für Hillary“) gegründet worden. Clinton war die erste Politikerin der Demokratischen Partei, die ihre Kandidatur fürs Weiße Haus öffentlich machte. Von Beginn an lag Clinton in allen Umfragen über den parteiinternen Nominierungsprozess deutlich in Führung. Die meisten politischen Beobachter bescheinigten ihr daher, die besten Chancen auf die Präsidentschaftskandidatur ihrer Partei zu haben; ihr Vorwahlsieg wurde häufig als „unausweichlich“ („inevitable“) bezeichnet. Auch die meisten Umfragen zur allgemeinen Wahl zwischen 2013 und 2015 hatte sie gegen potenzielle republikanische Herausforderer angeführt. Darüber hinaus war es Clinton gelungen, die mit Abstand meisten Wahlkampfgelder zu sammeln. Der amtierende Präsident Barack Obama, der nach zwei Amtszeiten nicht erneut antreten durfte, erklärte im April 2015, Clinton wäre „eine exzellente Präsidentin“.

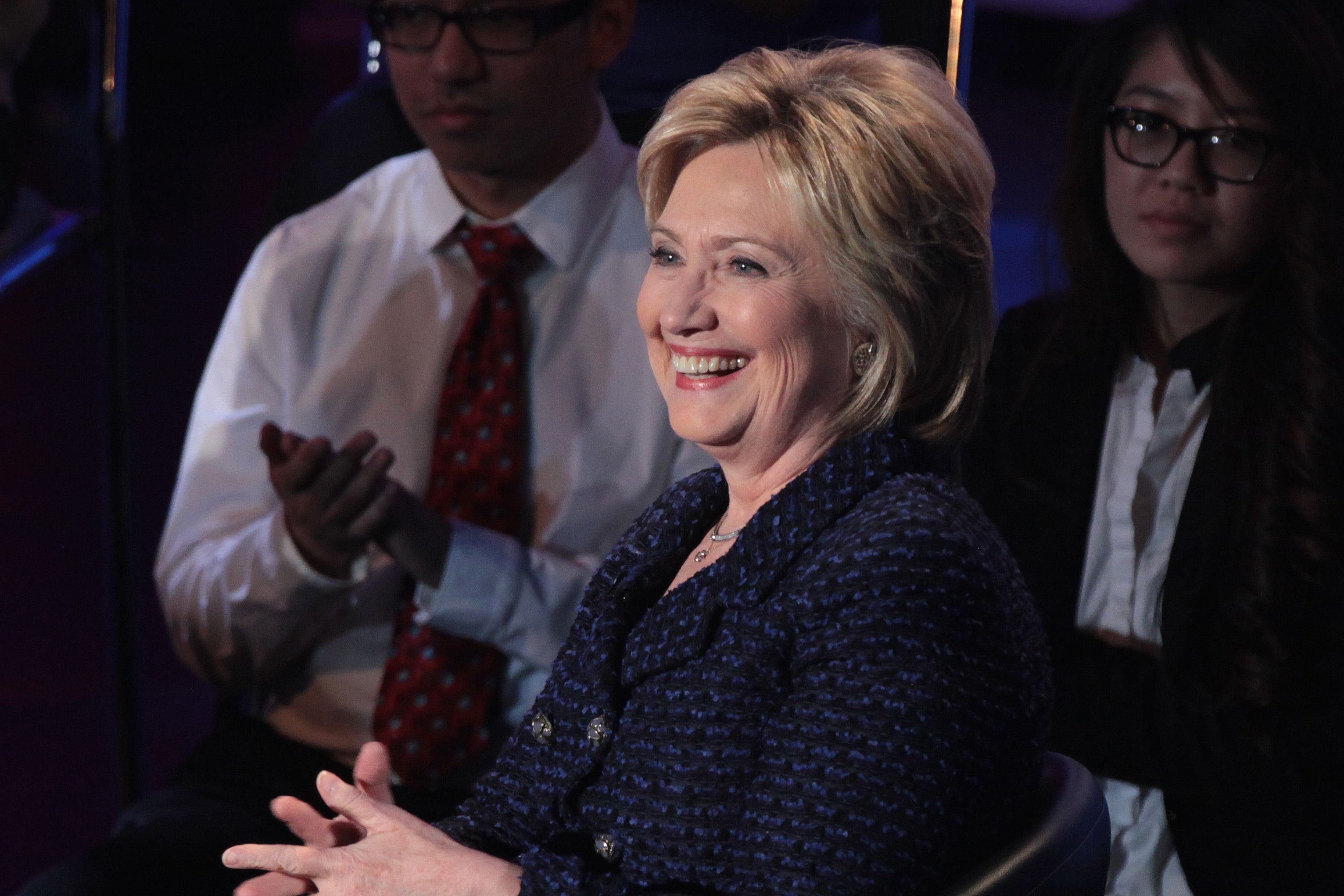
Clinton bei einer Wahlkampfveranstaltung im Januar 2016

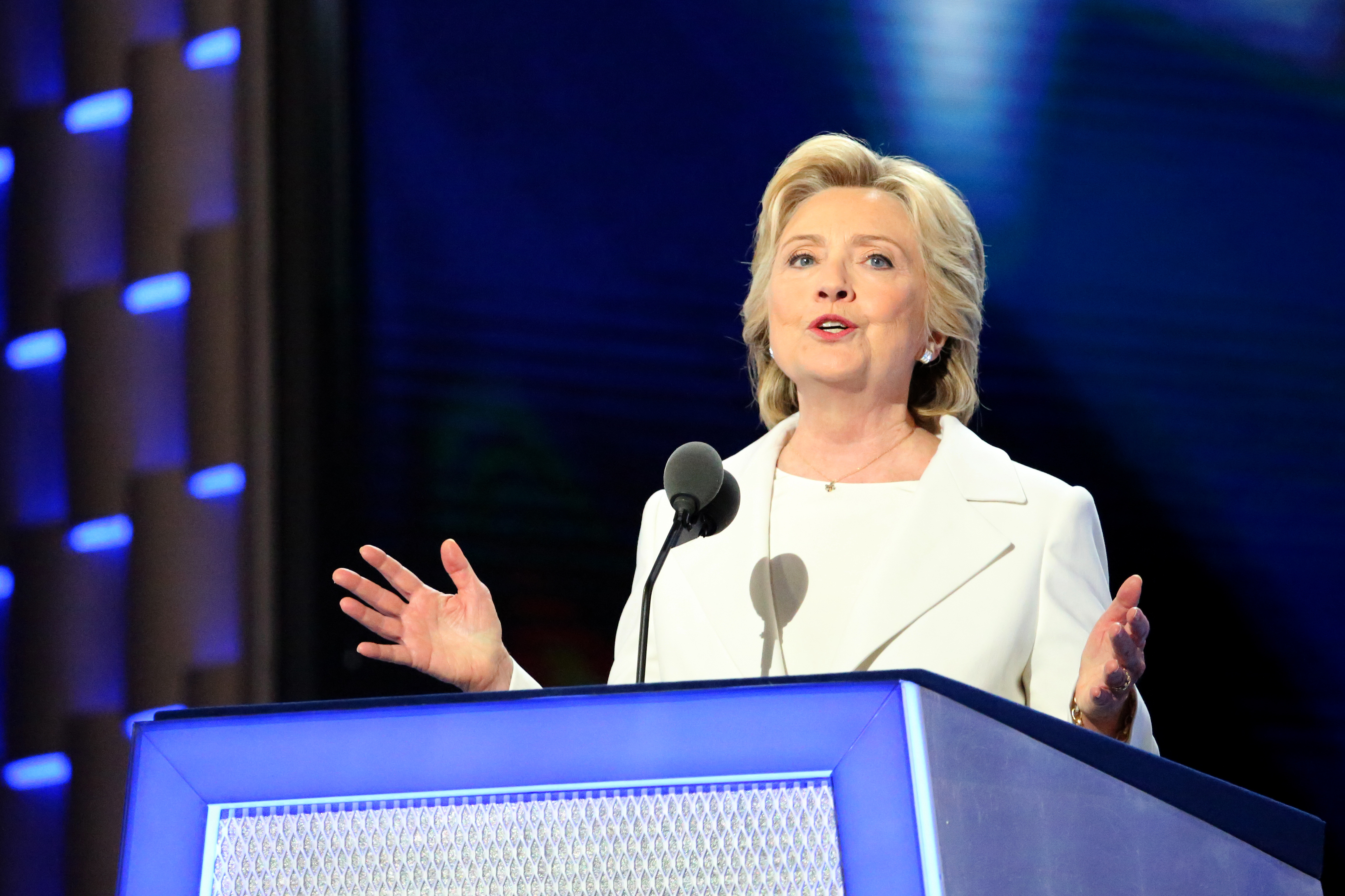
Clinton bei ihrer Rede auf dem demokratischen Nominierungsparteitag im Juli 2016

Außer Clinton erklärten vier Parteifreunde eine ernstzunehmende Kandidatur in der Vorwahl, der frühere US-Senator für Virginia Jim Webb, der frühere Gouverneur Marylands Martin O’Malley, der frühere Gouverneur Rhode Islands Lincoln Chafee und der US-Senator für Vermont Bernie Sanders. Webb, O’Malley und Chafee gelang es nie, in den Umfragen über den niedrigen einstelligen Prozentbereich herauszukommen und die weit in Führung liegende Clinton zu gefährden. Sanders hingegen, der sich selbst als „Democratic Socialist“ (etwa: demokratischer Sozialist) bezeichnet, gelang es in Umfragen bis zum Jahresbeginn 2016 den Abstand zu Clinton erheblich zu verringern. Im ersten Vorwahlbundesstaat Iowa konnte er zeitweise sogar leicht in Führung gehen. Obwohl der Senator deutlich mehr Zustimmung als zu Beginn seiner Kandidatur angenommen erfuhr (vor allem unter jungen Amerikanern), galt Clinton aufgrund ihrer hohen Bekanntheit und sehr guten Wahlkampforganisation weiterhin als klare Favoritin. Darüber hinaus sprach sich eine deutliche Mehrheit aller demokratischen Kongressmitglieder sowie eine Reihe von Gouverneuren für sie aus. Am 30. Januar 2016 erhielt sie ein Endorsement der The New York Times für die demokratische Spitzenkandidatur. Seit Januar 2016 absolvierte auch ihr Ehemann Bill eine Reihe von Wahlkampfauftritten für sie, nachdem sich der ehemalige Präsident zuvor eher im Hintergrund gehalten hatte. Ihre Kampagne konzentrierte Clinton vorwiegend auf die Abgrenzung zu den Republikanern, wobei sie auf die harschen persönlichen Angriffe des bei den Republikanern nach Umfragen führenden Immobilien-Milliardärs Donald Trump kaum einging. Oft kritisierte sie ihren parteiinternen Rivalen Sanders für seine Haltung beim Thema Waffenkontrollen, die sie als zu leichtfertig bezeichnete. Sanders rückte mit einigen deutlichen Siegen in Bundesstaaten bei der Vorwahl, darunter in seinem Nachbarstaat New Hampshire (siehe Vorwahlergebnisse der Präsidentschaftswahl in den Vereinigten Staaten 2016), deutlich an Hillary Clintons Umfragewerte heran und machte ihr die Favoritenstellung immer wieder streitig.
Durch die Siege in den letzten wichtigen Bundesstaaten wie Kalifornien am 7. Juni sicherte sich Clinton nach Ansicht fast aller politischen Beobachter den Vorwahlsieg und damit die Mehrheit für die Nominierung bei der Democratic National Convention in Philadelphia am 25. bis 28. Juli 2016, auch wenn ihr Konkurrent Bernie Sanders seine Niederlage noch wochenlang nicht einräumte, da Clinton bei den durch Wahlen verteilten Delegierten keine absolute Mehrheit erreicht hatte und die (meist der Parteiführung angehörenden) Superdelegierten in ihrer Entscheidung frei seien. Ende Juni deutete Sanders in einer Sendung des TV-Senders MSNBC seine Niederlage mit dem Hinweis an, dass er rechnen könne. Er würde bei der Präsidentschaftswahl für Clinton stimmen, um die Wahl Trumps zum Präsidenten zu verhindern. Am 12. Juli 2016 erklärte Sanders schließlich bei einem gemeinsamen Auftritt in Portsmouth (New Hampshire) seine Unterstützung für Clinton („Endorsement“). Einen Tag nach dem Ende der Republican National Convention 2016, bei der Donald Trump zum Präsidentschaftskandidaten der Republikaner gewählt worden war, stellte Clinton am 22. Juli ihre Wahl für das Amt des Vizepräsidenten und Running Mate vor. Sie wählte Tim Kaine, den US-Senator und früheren Gouverneur des wichtigen Swing States Virginia, der als sichere Wahl eines erfahrenen Politikers gilt, der in Richtung der politischen Mitte integriert. Beim Nominierungsparteitag der Demokraten wurde Clinton am 26. Juli 2016 zur Kandidatin ihrer Partei für das Präsidentenamt gewählt.

#### E-Mail-Affäre
In ihrer Amtszeit als Außenministerin hatte Clinton insgesamt rund 30.000 dienstliche E-Mails über einen privaten Mailserver und ein privates E-Mail-Konto verschickt. Dies wurde insbesondere während ihrer Präsidentschaftskampagne 2016 in der Öffentlichkeit thematisiert und bot den Republikanern immer wieder Anlass zu scharfer Kritik an Clinton. Ein Untersuchungsbericht des Generalinspektors des Außenministeriums, der im Mai 2016 veröffentlicht wurde, bewertete diese Praxis als Verstoß gegen Dienstvorschriften. Alle amtlichen E-Mails müssen auf Speichern des Ministeriums aufbewahrt oder aber ausgedruckt und archiviert werden. Sie verletzte auch die Vorschrift, nach dem Ende ihrer Amtszeit umgehend sämtliche beruflichen Dokumente dem Ministerium zu übergeben. Ihre frühere Behauptung, den privaten Server lediglich aus Bequemlichkeit benutzt zu haben und ihre Zusicherung, zur Klärung der Vorwürfe beizutragen, erschienen manchen nicht glaubwürdig.
Anfang Juli 2016 stellte das FBI die Untersuchung gegen Clinton wegen ihres Umgangs mit geheimen Informationen ein. FBI-Direktor James B. Comey äußerte, er sehe keine Anhaltspunkte für strafbares Verhalten. Gleichwohl äußerte er, Clintons Umgang mit ihren Mails sei „extrem sorglos“ gewesen. Eine solche öffentliche Rüge ist bei Stellungnahmen des FBI unüblich. Wegen eines Verfahrensfehlers wurden die Ermittlungen aber nicht formal abgeschlossen. Anfang September 2016 reagierte Comey auf die Forderung vor allem des republikanischen Wahlkampflagers und genehmigte die Veröffentlichung eines Teils der Untersuchungsakten des FBI mit den Protokollen der Befragung Clintons zu der Affäre. Am 28. Oktober 2016, elf Tage vor dem Wahltermin am 8. November, gab Comey überraschend die Wiederaufnahme der Untersuchung bekannt, da im Zuge der Ermittlungen gegen Anthony Weiner ein Laptop sichergestellt worden war, auf dem sich E-Mails von Weiners Ex-Frau – der Clinton-Beraterin Huma Abedin – mit Bezug zu Hillary Clinton befanden. Am 6. November stellte das FBI die Ermittlungen gegen Clinton wieder ein, da die neu gefundenen E-Mails fast alle schon bekannt waren und somit auch in diesen neuen Ermittlungen keinerlei Hinweise auf strafbares Verhalten gefunden worden waren.
Die E-Mail-Affäre nahm großen Raum in der medialen Berichterstattung über Clintons Kandidatur ein. Nachrichtensender widmeten diesem Thema mehr Sendezeit als ihren politischen Positionen. Das Nachrichtenportal Vox meinte daher, der eigentliche Skandal sei es, dass eine solche Nichtigkeit den Wahlkampf dominierte.

#### Ergebnis der Präsidentschaftswahlen 2016

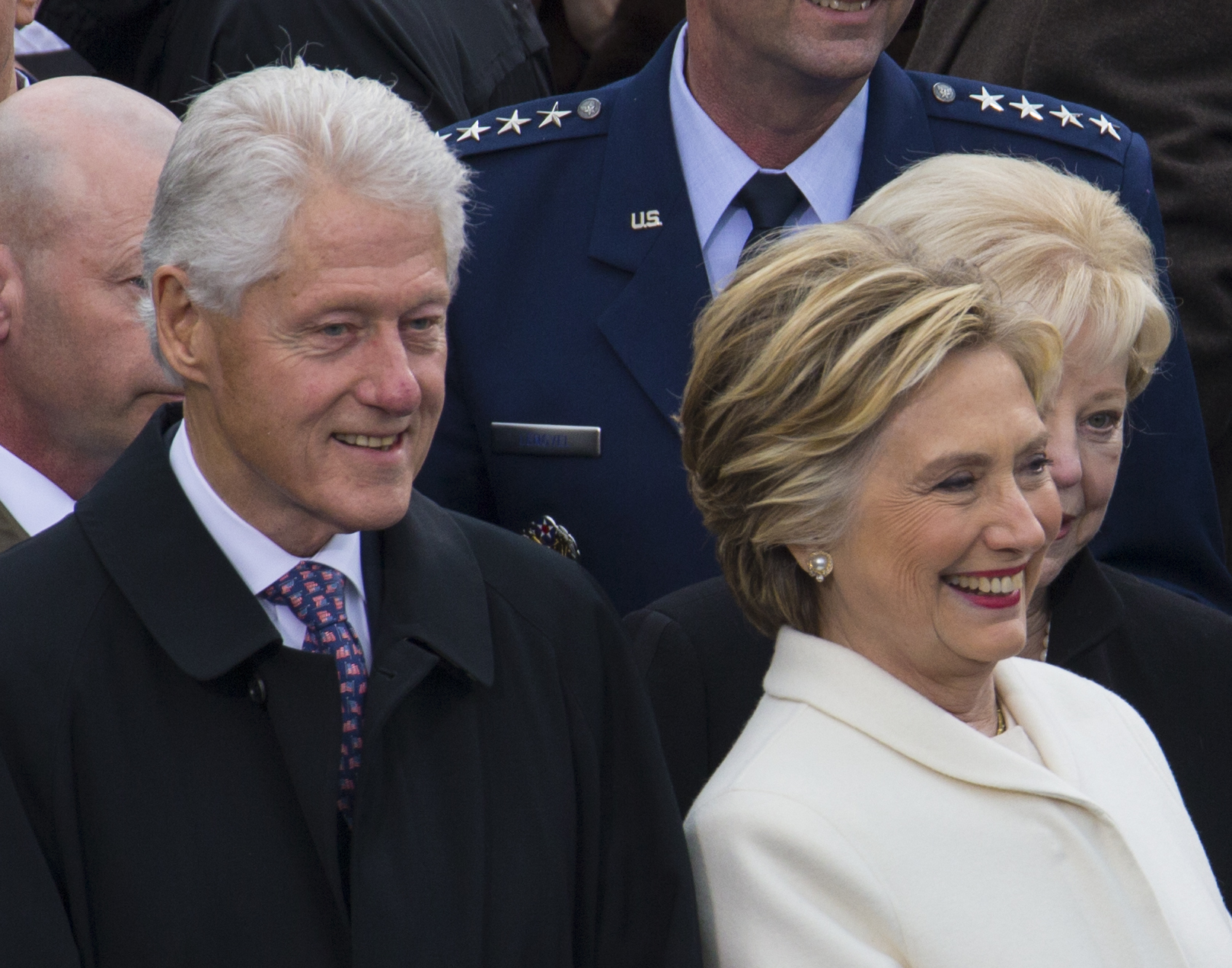
Bill und Hillary Clinton bei der Amtseinführung von Donald Trump (2017)

Am 8. November 2016 verlor Clinton entgegen den meisten Umfragen und fast allen Prognosen die Wahl gegen Donald Trump. Sie erhielt die Stimmen von 232 Wahlmännern und unterlag damit ihrem republikanischen Widersacher, der 306 Stimmen auf sich vereinigen konnte. In einem Telefonat mit Trump räumte sie noch in der Wahlnacht ihre Niederlage ein. Am nächsten Tag bestätigte sie in einer öffentlichen Ansprache die Niederlage und forderte das Land zur Einigkeit auf. Trump war es gelungen, in traditionell demokratisch wählenden Staaten im so genannten Rust Belt des Mittleren Westens eine Mehrheit zu erreichen, in denen Clinton kaum Wahlkampf gemacht hatte, darunter Michigan, Wisconsin und Pennsylvania, in denen jeweils weniger als 100.000 Stimmen zwischen den Kandidaten lagen. Im Lauf der Stimmenauszählung stellte sich bis Ende November 2016 heraus, dass Clinton mehr Stimmen erhalten hatte als Trump. Als eine von historisch nur fünf der insgesamt unterlegenen Kandidaten gewann Clinton den Popular Vote, und zwar mit fast 2,9 Millionen Stimmen mehr als Trump, dem Sechsfachen des bis dahin größten Vorsprungs eines unterlegenen Kandidaten, Al Gores. Die Präsidentschaftskandidatin der Grünen, Jill Stein, setzte daraufhin eine Neuauszählung der Stimmen in Wisconsin durch, wofür sie innerhalb weniger Tage mehrere Millionen US-Dollar an Spenden sammelte, und beantragte auch eine Neuauszählung in Michigan und Pennsylvania. Hätte Clinton in allen drei Staaten dadurch einige Zehntausend Stimmen mehr erhalten, wäre sie auf eine Mehrheit im Electoral College gekommen. Diese Nachzählungen änderten nichts an der Stimmverteilung im Electoral College; Trump wurde am 19. Dezember 2016 vom Electoral College zum Präsidenten gewählt und trat das Amt am 20. Januar 2017 in Anwesenheit des Ehepaars Clinton an.

#### Mögliche Einflussnahmen auf die Wahl
Dem FBI-Direktor James B. Comey – selbst jahrelang Mitglied der Republikanischen Partei – wurde aufgrund verschiedener kontroverser Entscheidungen eine Einmischung in den Wahlkampf vorgeworfen. Insbesondere seine Entscheidung, das Verfahren gegen Clinton wegen der E-Mail-Affäre so kurz vor der Wahl wieder aufzunehmen und vor allem dies öffentlich zu machen, ohne zuvor das neue Material in dem Fall überhaupt gesichtet zu haben, wurde von verschiedenen Seiten, auch überparteilich, kritisiert. Innerhalb weniger Tage nach der Veröffentlichung schrumpfte der Vorsprung, den Clinton im Mittel der Umfragen vor Donald Trump hatte, deutlich von fast 5 auf knapp über 1 Prozent. Zwei Tage vor der Wahl hatte Comey die Untersuchung wieder eingestellt, da keine relevanten Informationen gefunden worden waren. Anfang 2017 kündigte das US-Justizministerium schließlich eine Untersuchung an, um zu klären, ob sich Comey bei den Ermittlungen zur E-Mail-Affäre an die Grundsätze des Ministeriums gehalten habe, insbesondere auch bei der Wiederaufnahme des Verfahrens direkt vor der Wahltermin.
Die Kritik an Comeys Entscheidung nahm noch zu, als im Zuge der Debatte eine weitere möglicherweise wahlkampfrelevante Position Comeys bekannt wurde: Anfang Oktober hatten der US-Geheimdienstdirektor – der dem Zusammenschluss aller US-Nachrichtendienste vorsteht – und das Heimatschutzministerium eine gemeinsame Bewertung der US-Nachrichtendienste veröffentlicht, wonach es als sicher angesehen wurde, dass Russlands Regierung durch Hacker versuchte, die US-Wahl zu Gunsten von Donald Trump zu beeinflussen. Comey hatte sich dabei gegen die Veröffentlichung dieser Russland belastenden Einschätzung ausgesprochen, da eine solche Bekanntmachung so dicht vor der Wahl eine einseitige Einmischung pro Clinton in den Wahlkampf bedeuten würde. Denn Donald Trump und der russische Präsident Wladimir Putin hatten sich im Wahlkampf mehrfach gegenseitig positiv übereinander geäußert und Trump hatte auf einer Wahlkampfveranstaltung Russland aufgefordert, Clintons E-Mail-Server zu hacken, um die angeblich noch fehlenden E-Mails zu finden. Als ihm vorgehalten wurde, den traditionellen amerikanischen Rivalen Russland als Wahlkampfhelfer einspannen zu wollen, sagte Trump, er habe seine Bemerkung lediglich „sarkastisch“ gemeint.
Im Dezember 2016 warf Clinton dem russischen Präsidenten Putin vor, die Wahl zu ihren Ungunsten beeinflusst zu haben, um sich dafür zu rächen, dass sie die Rechtmäßigkeit der russischen Wahlen 2011 angezweifelt habe. Anfang Januar 2017 veröffentlichten die Geheimdienste CIA, FBI und NSA eine Einschätzung, dass jeder von ihnen unabhängig voneinander mit „großer Sicherheit“ davon ausgeht, dass der russische Präsident Wladimir Putin persönlich die Hacker-Attacken auf die Demokratische Partei angeordnet habe. Anschließend habe er die so gewonnenen brisanten Informationen verdeckt über WikiLeaks veröffentlichen lassen, um die Wahl zum Wohle Trumps zu beeinflussen. Diese Einschätzung wurde umgehend von der russischen Regierung zurückgewiesen. Der designierte Präsident Donald Trump hatte die Geheimdienste für diese Einschätzung wiederholt angegriffen, sagte dann aber einige Tage nach einem Briefing mit den Geheimdiensten, er glaube nun ebenfalls, dass Russland hinter den Hacker-Angriffen im Wahlkampf stehe.
Auch Julian Assange wies Vorwürfe einer Zusammenarbeit mit Russland zurück.

### Rückzug ins Privatleben (seit 2016)
Nach der verlorenen Präsidentschaftswahl zog sich Clinton zunächst aus der Öffentlichkeit zurück und trat nur sporadisch bei Veranstaltungen auf. Clinton gab am 6. April 2017 bekannt, nie wieder für ein öffentliches Amt zu kandidieren. Im Mai 2017 gründete sie die politische Organisation Onward Together, die politische Kandidaten unterstützen und Widerstand gegen US-Präsident Trump leisten soll. Mitte September 2017 veröffentlichte sie ihre Erinnerungen an den verlorenen Präsidentschaftswahlkampf, What Happened („Was passiert ist“) und gab bekannt, zwar nicht mehr als politische Kandidatin zur Verfügung zu stehen, sich aber aus der Politik nicht zurückzuziehen, da sie glaube, dass die Zukunft des Landes in der Präsidentschaft Donald Trumps auf dem Spiel stehe. Vor den Wahlen in den Vereinigten Staaten 2018 blieb Clinton als weiterhin unbeliebte Politikerin Feindbild für viele Republikaner; bis Ende April 2018 kam Clinton in fast 13.000 von Republikanern beauftragten Wahlkampfspots vor, davon allein 5000 in Ohio. Sie ist eine von vier Executive Producers in einer mit Steven Spielberg geplanten Fernsehsendung über den Kampf für das Frauenwahlrecht.

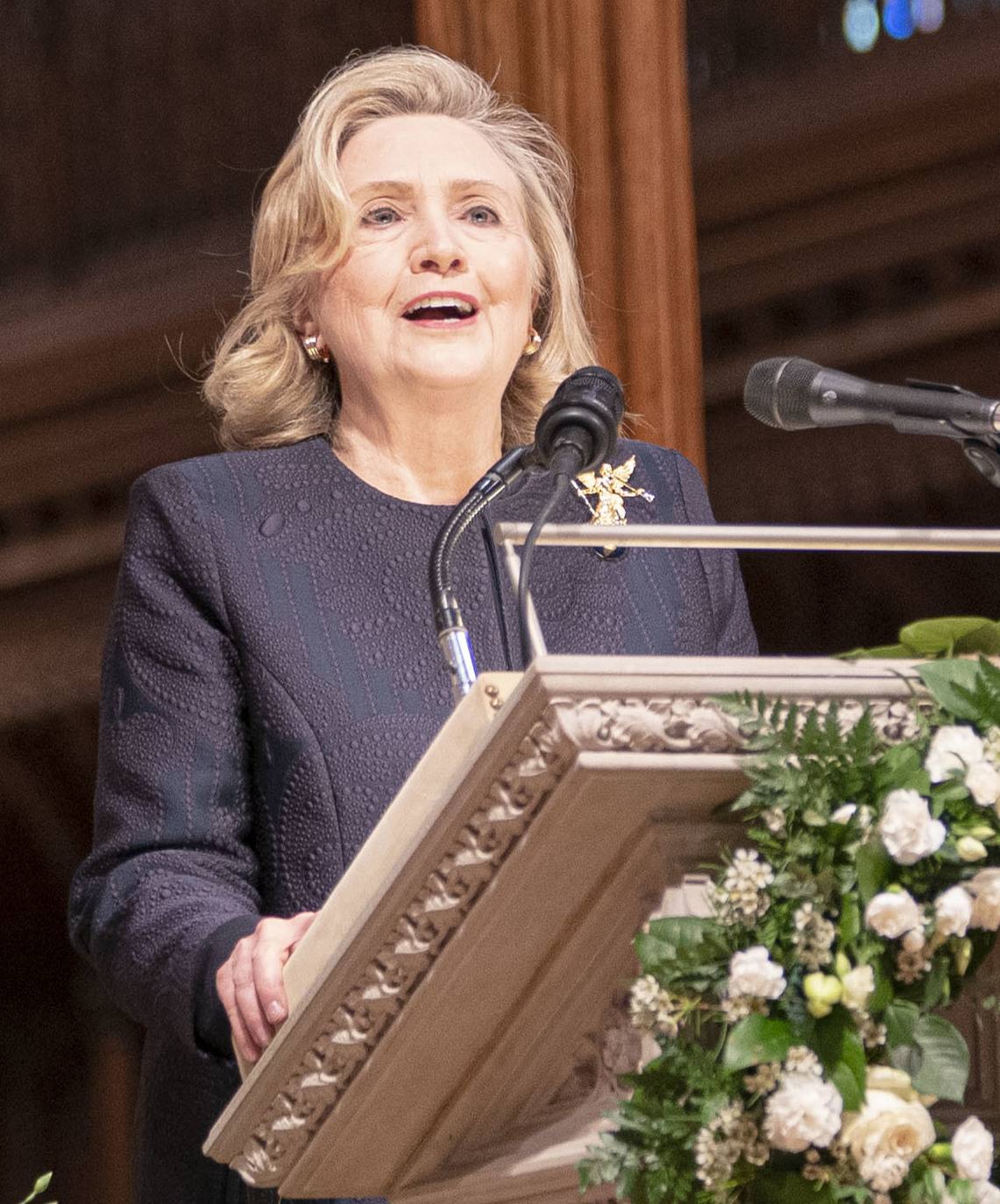
Hillary Clinton (2022)

Ein langjähriger Berater Clintons, Mark Penn, schrieb kurz nach der Halbzeitwahl im November 2018 in einem Meinungsbeitrag beim Wall Street Journal, dass die Vorbereitungen für Hillary 4.0, also ein nochmaliges Antreten bei der Präsidentschaftswahl 2020, im vollen Gange seien. Nachdem Clinton zuvor eine Kandidatur abgelehnt, aber nicht völlig ausgeschlossen hatte, werteten politische Beobachter dies als Testballon für ein nochmaliges Antreten Clintons in der anstehenden Präsidentschaftsvorwahl der Demokraten. Ende Januar 2019 berichtete CNN.com, dass Clinton sich eine Kandidatur offenhalte. Kurze Zeit später gab Hillary Clinton bekannt, dass sie eine weitere Kandidatur nicht in Betracht ziehe.
Im Oktober 2019 geriet Clinton erneut in den Fokus der Medien, nachdem sie die demokratische Präsidentschaftsbewerberin Tulsi Gabbard und deren anti-interventionistische Positionen scharf kritisiert hatte. Clinton behauptete, Gabbard sei die favorisierte Kandidatin Russlands und werde von den Republikanern als unabhängige Kandidatin gegen die Demokraten und Trump forciert. Gabbard forderte Clinton daraufhin auf, in den Vorwahlkampf einzusteigen. Obwohl Clinton dies zuvor bereits abgelehnt hatte, wurden derartige Spekulationen danach wieder verstärkt laut. Vor allem vor dem Hintergrund der steigenden Popularität Elizabeth Warrens und der schlechter werdenden Umfragewerte Joe Bidens wurde Clinton daraufhin als mögliche Kandidatin der Demokraten erneut gehandelt.
Seit dem 2. Januar 2020 ist sie Kanzlerin der Queen’s University in Belfast.

## Politische Positionen im Wahlkampf 2016

### Innenpolitik
Clinton vertrat eine Erhöhung des bundesweiten Mindestlohns von 7,25 auf 12 US-Dollar und regionale Initiativen für höhere Mindestlöhne, strebte aber keine bedingungslose Einführung eines bundesweiten Mindestlohns von 15 US-Dollar an. Auch Steuererhöhungen für obere Einkommen gehörten zu ihren Wahlzielen; das oberste Prozent in der Einkommensstatistik der US-Haushalte hätte nach ihren Steuerplänen im Schnitt 78.000 $ im Jahr mehr bezahlen müssen. Außerdem forderte sie vom Staat bezahlte Elternzeit für amerikanische Familien.

### Außenpolitik

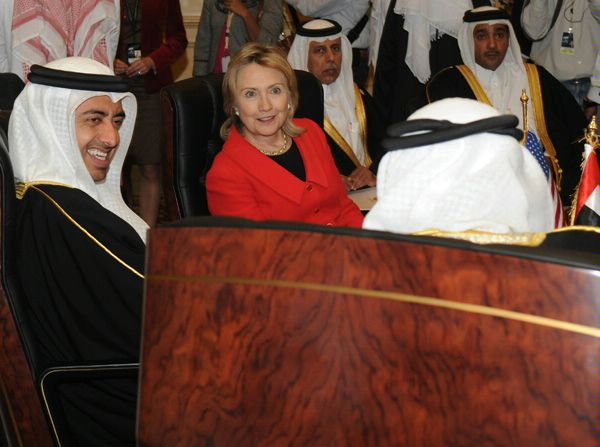
Hillary Clinton in Katar im Januar 2011

In ihren außenpolitischen Reden setzte sie mehr auf Abgrenzung zu dem ihrer Ansicht nach „gefährlichen Donald“ („Dangerous Donald“), als eigene Vorhaben vorzustellen. Sie kündigte zur Bekämpfung der islamistischen Terrororganisation ISIS verstärkte Bombenangriffe in Irak und Syrien, eine Stärkung „antiterroristischer Aktivitäten“ weltweit und eine Ausweitung geheimdienstlicher Tätigkeit in den USA selbst an. Anders als Obama sprach sie sich nach einem Raketentest Irans für neue Sanktionen aus. In einer Debatte mit Bernie Sanders sprach sie sich für die Einrichtung einer Flugverbotszone in Syrien aus („And, yes, I do still support a no-fly zone because I think we need to put in safe havens for those poor Syrians who are fleeing both Assad and ISIS and have some place that they can be safe.“).
In einer Rede am 31. August 2016 in Cincinnati sprach sie sich für eine Modernisierung der Armee aus, um der zunehmenden Bedrohung durch Staaten wie Russland, China, Iran und Nordkorea zu begegnen. Außerdem wolle sie in den Schutz der Interessen der USA im Weltall und Cyberspace als zukünftige Felder militärischer Auseinandersetzungen investieren. Als Präsidentin würde sie Angriffe im Cyberspace „genau wie jeden anderen Angriff“ („just like any other attack“) behandeln und ausdrücklich auch mit militärischen Mitteln beantworten. Dabei erwähnte sie ausdrücklich Hackerangriffe aus Russland und China.

## Auszeichnungen
- Für ihr Album It Takes A Village erhielt sie 1997 einen Grammy Award in der Kategorie Best Spoken Word.
- Am 13. Februar 2005 erhielt Hillary Clinton in Baden-Baden den Deutschen Medienpreis 2004.[60]
- 2005 wurde sie in die National Women’s Hall of Fame aufgenommen.[143]
- Auf der Forbes-Liste der 100 mächtigsten Frauen der Welt wurde sie im Jahr 2006 auf Platz 18, 2007 auf Platz 25 gewählt.[144] Sie war fünf Mal auf der Time-100-Liste der einflussreichsten Persönlichkeiten gelistet.
- Four Freedoms Award 2009
- Walther-Rathenau-Preis 2010
- 2012 wurde Hillary Clinton in die American Academy of Arts and Sciences aufgenommen.
- 2013 Orden des Marienland-Kreuzes I. Klasse
- 2013 Großkreuz des Verdienstordens der Republik Polen
- 2013 Großkreuz des Vytautas-Magnus-Ordens
- 2018 Ehrendoktor des Trinity College Dublin[145]
- 2025 Presidential Medal of Freedom[146]

## Schriften
- There is only the Fight – An Analysis of the Alinsky Model. Wellesley College, Wellesley 1969.
- Eine Welt für Kinder. Hoffmann und Campe, Hamburg 1996, ISBN 3-455-11162-9.
- Civiliser la démocratie. Desclée de Brouwer, Paris 1998, ISBN 2-220-04253-7.
- An invitation to the White House: At home with history. Simon & Schuster, New York [u. a.] 2000, ISBN 0-684-85799-5.
- Gelebte Geschichte. Econ, München 2003, ISBN 3-430-11862-X.
- Entscheidungen. Droemer, München 2014, ISBN 978-3-426-27634-1.
- What Happened. Simon & Schuster, New York 2017, ISBN 978-1-5011-7556-5.
- State of Terror. HarperCollins Germany GmbH, Hamburg 2021, ISBN  978-3-749-90319-1 (Roman, gemeinsam mit Louise Penny, deutsch von Sybille Uplegger).

## Hörbücher
- 2003: Living History (Autorenlesung), Simon & Schuster Audio, ISBN 978-1-4423-7554-3
- 2017: What Happened (Autorenlesung), Simon & Schuster Audio, ISBN 978-1-5082-3975-8
- 2024:  Something Lost, Something Gained. Reflections on Life, Love, and Liberty (Autorenlesung), Simon & Schuster Audio/Simon + Schuster UK

## Dokumentationen
- Hillary Clinton – An der Schwelle zur Macht. die story, WDR, 2. November 2016 (Video in der ARD-Mediathek)
- Hillary. Vierteilige Dokumentation, USA 2020, Regie: Nanette Burstein